# Papir 52
El papir 52, Papir Rylands 52 o Papir Biblioteca Rylands P52 (Papyrus Ryl. Gr. 457, i John Rylands Library), també anomenat "El fragment de Sant Joan", és el manuscrit escrit en papir més antic conegut del Nou Testament fins al moment i està conservat a la biblioteca John Rylands, Manchester, Regne Unit.

## Contingut
El text, escrit en grec uncial, s'ha identificat amb l'Evangeli segons Joan (18,31-33. 37-38) suposadament escrit entre l'any 100 i el 125. Aquest fragment està acceptat com el manuscrit més antic d'un evangeli canònic i, per tant el primer document que, cronològicament, parla de la figura de Jesús de Natzaret. En la part davantera (anvers) hi ha els versets de l'Evangeli segons Joan 18:31-33, i a la part del revers hi ha els versets 18:37-38.

## Data
Referent a la data que fou escrit el papir, no hi ha consens entre els erudits crítics. L'estil de l'escriptura és fortament adriànic, cosa que suggeriria una data entre l'any 125 i el 160. Però la dificultat de fixar la data, solament per paleografia, d'una evidència basada en un petit fragment, permet un lapse de temps que s'estén des de l'any 100 fins a la meitat del segle ii de la nostra era.

## Història
L'any 1920 Bernard Grenfell descobrí un papir en el desert d'Egipte, que fou estudiat més tard, el 1934, per C. H. Roberts en la Biblioteca John Rylands de Manchester, l'any 1935 Roberts feu pública la troballa.

## Text del fragment
Text grec, transcripció aproximada a l'alfabet llatí i traducció al català. S'han marcat en negreta les lletres que es poden llegir en el papir 52.
Evangeli segons Joan 18:31-33 (anvers)
| « | ΕΙΠΕΝ ΟΥΝ ΑΥΤΟΙΣ Ο ΠΙΛΑΤΟΣ ΛΑΒΕΤΕ ΑΥΤΟΝ ΥΜΕΙΣ ΚΑΤΑ ΤΟΝ ΝΟΜΟΝ ΥΜΩΝ ΚΡΙΝΑΤΕ ΑΥΤΟΝ ΕΙΠΟΝ ΑΥΤΩ ΟΙ ΙΟΥΔΑΙΟΙ ΗΜΙΝ ΟΥΚ ΕΞΕΣΤΙΝ ΑΠΟΚΤΕΙΝΑΙ OYΔΕΝΑ ΙΝΑ Ο ΛΟΓΟΣ ΤΟΥ ΙΗΣΟΥ ΠΛΗΡΩΘΗ ΟΝ ΕΙΠΕΝ ΣΕΜΑΙΝΩΝ ΠΟΙΩ ΘΑΝΑΤΩ ΗΜΕΛΛΕΝ ΑΠΟΘΝΕΣΚΕΙΝ ΕΙΣΗΛΘΕΝ ΟΥΝ ΠΑΛΙΝ ΕΙΣ ΤΟ ΠΡΑΙΤΩΡΙΟΝ Ο ΠΙΛΑΤΟΣ ΚΑΙ ΕΦΩΝΗΣΕΝ ΤΟΝ ΙΗΣΟΥΝ ΚΑΙ ΕΙΠΕΝ ΑΥΤΩ ΣΥ ΕΙ ΒΑΣΙΛΕΥΣ ΤΩΝ ΙΟΥΔΑΙΩN | » |

| « | EIPEN OUN AUTOIS O PILATOS LABETE AUTON UMEIS KAI KATA TON NOMON UMWN KRINATE AUTON EIPON AUTW OI IOUDAIOI HMIN OUK EXESTIN APOKTEINAI OUDENA INA O LOGOS TOU IHSOU PLHRWQH ON EIPEN SHMAINWN POIW QANATW HMELLEN APOQNHSKEIN EISHLQEN OUN PALIN EIS TO PRAITWRION O PILATOS KAI EFWNHSEN TON IHSOUN KAI EIPEN AUTW SU EI O BASILEUS TWN IOYDAIWN | » |

| « | Pilat els replicà: «Emporteu-vos-el vosaltres i jutgeu-lo segons la vostra Llei.» Els jueus li respongueren: «Nosaltres no podem donar mort a ningú». Així es compliria el que havia dit Jesús quan indicà com havia de morir. Llavors Pilat entrà de nou al pretori i feu cridar a Jesús i li digué: «¿Tu ets el rei dels jueus?» | » |

Evangeli segons Joan 18:37-38 (revers)
| « | ΕΙΠΕΝ ΟΥΝ ΑΥΤΩ Ο ΠΙΛΑΤΟΣ ΟΥΚΟΥΝ ΒΑΣΙΛΕΥΣ ΕΙ ΣΥ ΑΠΕΚΡΙΘΗ Ο ΙΗΣΟΥΣ ΣΥ ΛΕΓΕΙΣ ΟΤΙ ΒΑΣΙΛΕΥΣ ΕΙΜΙ ΕΓΩ ΕΙΣ ΤΟΥΤΟ ΓΕΓΕΝΝΗΜΑΙ ΚΑΙ ΕΙΣ ΤΟΥΤΟ ΕΛΗΛΥΘΑ ΕΙΣ ΤΟΝ ΚΟΣΜΟΝ ΙΝΑ ΜΑΡΤΥΡΗΣΩ ΤΗ ΑΛΗΘΕΙΑ ΠΑΣ Ο ΩΝ ΕΚ ΤΗΣ ΑΛΗΘΕΙΑΣ ΑΚΟΥΕΙ ΜΟΥ ΤΗΣ ΦΩΝΗΣ ΛΕΓΕΙ ΑΥΤΩ Ο ΠΙΛΑΤΟΣ ΤΙ ΕΣΤΙΝ ΑΛΗΘΕΙΑ ΚΑΙ ΤΟΥΤΟ ΕΙΠΩΝ ΠΑΛΙΝ ΕΞΗΛΘΕΝ ΠΡΟΣ ΤΟΥΣ ΙΟΥΔΑΙΟΥΣ ΚΑΙ ΛΕΓΕΙ ΑΥΤΟΙΣ ΕΓΩ ΟΥΔΕΜΙΑΝ ΕΥΡΙΣΚΩ ΕΝ ΑΥΤΩ ΑΙΤΙΑΝ | » |

| « | EIPEN OUN AUTW O PILATOS BASILEUS EI SU APEKRIQH O IHSOUS SU LEGEIS OTI BASILEUS EIMI EGW EIS TOUTO GEGENNHMAI KAI EIS TOUTO ELHLUQA EIS TON KOSMON INA MARTURHSW TH ALHQEIA PAS O WN EK THS ALHQEIAS AKOUEI MOU THS FWNHS LEGEI AUTW O PILATOS TI ESTIN ALHQEIA KAI TOUTO EIPWN PALIN EXHLQEN PROS TOUS IOUDAIOUS KAI LEGEI AUTOIS EGW OUDEΜIAN EURISKW EN AUTW AITIAN | » |

| « | Llavors Pilat li digué: «¿Per tant, tu ets rei?» Jesús contestà: «Sí, tu ho dius, sóc rei. Jo per això he nascut i per això he vingut al món: per donar testimoni de la veritat. Tot el que és de la veritat, escolta la meva veu». Li digué Pilat: «¿Què es la veritat?» I, dit això, tornar a sortir a on els jueus i els digué: «Jo no trobo cap delicte en ell». | » |